# Lipinia rouxi
Lipinia rouxi är en ödleart som beskrevs av  Heini Hediger 1934. Lipinia rouxi ingår i släktet Lipinia och familjen skinkar. Inga underarter finns listade i Catalogue of Life.